# John Ross (football américain)
Pour les articles homonymes, voir John Ross et Ross.
(en) Statistiques sur pro-football-reference
John Ellis Ross III, né le 27 novembre 1995 à Long Beach en Californie, est un joueur américain de football américain évoluant au poste de wide receiver.

## Biographie

### Carrière universitaire
Ross joue les 13 matchs de la saison 2013 avec les Huskies de Washington, gagnant 208 yards et inscrivant un touchdown en 16 réceptions. Lors des retours de punt, il gagne 720 yards et inscrit un autre touchdown.
En 2014, il joue 13 des 14 matchs de la saison dont 7 en tant que titulaire au poste de wide receiver et 4 au poste de cornerback. En 17 réceptions, il gagne 371 yards et inscrit quatre touchdowns Comme défenseur, il effectue 12 plaquages et réussit une interception. En tant que retourneur, il gagne 938 yards et inscrit deux autres touchdowns,.
Ross rate la saison 2015 à la suite d'une blessure survenue lors des camps d'entraînement d'été (déchirure du ligament croisé antérieur). Rétabli, Ross participe à la saison 2016 et lors du premier match contre Rutgers, il réussit 5 réceptions pour un gain de 90 yards en inscrivant 2 touchdowns ainsi qu'un supplémentaire inscrit en retour de punt,,.
Le 3 janvier 2017, Ross annonce qu'il fait l'impasse sur son année senior afin de se présenter à la draft de la NFL. Le 10 février 2017, on lui diagnostique une déchirure du labrum à l'épaule. Il s'était blessé à l'épaule plus tôt dans la saison et avait aggravé cette blessure le 31 décembre lors du Peach Bowl perdu contre Alabama à l'occasion du College Football Playoff. La blessure aurait nécessité une intervention chirurgicale, mais Ross a décidé de la reporter après la fin du NFL Scouting Combine et des entraînements de la journée professionnelle (pro day).

### Carrière professionnelle

#### Draft
En 2017, il bat le record appartenant à Chris Johnson du NFL Scouting Combine sur le sprint de 40 yards avec un temps de 4 s 22. Il se fait ensuite opérer à l'épaule.
Après quatre saisons universitaires jouées pour les Huskies, il est sélectionné en 9e choix global lors du premier tour de la draft 2017 de la NFL par la franchise des Bengals de Cincinnati. Il est le troisième receveur à y être sélectionné après Corey Davis et Mike Williams.

#### Bengals de Cincinati
Le 7 mai 2017, il signe un contrat rookie de 4 saisons pour un montant de 17,1 millions de dollars dont 10,6 millions garantis.
Pendant le camp d'avant saison, Ross entre en compétition avec Brandon LaFell, Cody Core (en), Tyler Boyd et Josh Malone (en) pour le poste de wide receiver titulaire aux côtés d'A. J. Green. Bien qu'il ait été choisi lors d'un premier tour de draft, l'entraîneur principal Marvin Lewis ledésigne en tant que 6e dans la hiérarchie en début de saison.
Le 14 septembre 2017, Ross fait ses débuts professionnel à l'occasion du Thursday Night Football contre les Texans après avoir du faire l'impasse sur le match de la 1re semaine à la suite d'une blessure au genou. Il commet un fumble lors de sa seule course du match et reste sur le banc n'ayant ensuite gagné que 12 yards à la course lors de la défaite 9 à . Ce sont ses seules actions de la saison puisqu'il ne sera plus activé que pour deux matchs au cours desquels il ne participe à aucune action de jeu. Il est de plus placé sur la liste des blessés le 4 décembre 2017 à la suite d'une blessure à l'épaule. Sa saison rookie a été diversement décrite comme « gaspillée », « décevante » et « désastreuse », Marvin Lewis faisant également l'objet de nombreuses critiques pour sa gestion de Ross.
Lors du premier match de la saison 2019 perdu 20 à 21 contre Seattle, Ross est très performant puisqu'il réussit sept réceptions pour un gain de 158 yards et deux touchdowns. La semaine suivante contre les 49ers, Ross affiche quatre réceptions pour 112 yards et un touchdown malgré une nouvelle défaite 17 à 41. Ross aura donc gagné plus de yards au cours de ces deux matchs qu'au cours de ses deux premières saisons en NFL. Le 2 octobre 2019, les Bengals placent Ross sur la liste des blessés puisqu'il est de nouveau blessé à son épaule. Le 13 novembre 2019, il reprend les entraînements et est réactivé,. Ross termine la saison 2019 avec un bilan de 28 réceptions pour 506 yards et trois touchdowns.
Le 2 mai 2020, les Bengals refusent d'activer la cinquième année du contrat de Ross, ce dernier devenant agent libre pour la saison suivante. Pendant le camp d'entraînement, il rend visite à son fils testé positif au virus Covid-19 et par précaution est mis sur la liste des réservistes Covid-19 jusqu'au 23 août.
Le 30 octobre 2020, Ross émet un tweet « It's not a secret that I have requested a trade. » (Ce n'est pas un secret que j'ai sollicité un échange.). Malgré cela, il n'est pas échangé avant la date limite. Il est placé sur la liste des inactifs des Bengals avant d'être placé sur la liste des blessés le 14 novembre 2020, après avoir subi une blessure au pied à l'entraînement. Son bilan en fin de saison est maigre puisqu'il n'a joué que trois matchs ne totalisant que deux réceptions pur 17 yards sans touchdown.

#### Giants de New York
Le 19 mars 2021, Ross signe un contrat d'un an avec les Giants de New York pour un montant de 2,5 millions de dollars. Il rejoint la liste des blessés le 1er septembre 2021 et est réactivé le 2 octobre. Lors de la victoire 27 à 21 contre les Saints en 4e semaine, il participe à son premier match de la saison à la suite des blessures de Sterling Shepard et de Darius Slayton. Il réussit trois réceptions pour un gain cumulé de 77 yards et inscrit un touchown.

#### Chiefs de Kansas City
Ross signe un contrat de future réserve avec les Chiefs de Kansas City le 9 janvier 2023.

## Statistiques
| Année       | Équipe                | Statut      | MJ |        | Courses | Courses | Courses | Courses |        | Passes réceptionnées | Passes réceptionnées | Passes réceptionnées | Passes réceptionnées |
| Année       | Équipe                | Statut      | MJ | Nb.    | Yards   | Moy.    | TD      | Nb.     | Yards  | Moy.                 | TD                   |                      |                      |
| 2013        | Huskies de Washington | Fr.         | 13 | 16     | 0208    | 13,0    | 01      | 6       | 039    | 06,5                 | 0                    |                      |                      |
| 2014        | Huskies de Washington | So.         | 13 | 17     | 0371    | 21,8    | 04      | 6       | 054    | 09,0                 | 1                    |                      |                      |
| 2015        | Huskies de Washington | Jr.         | -  | Blessé | Blessé  | Blessé  | Blessé  | Blessé  | Blessé | Blessé               | Blessé               |                      |                      |
| 2016        | Huskies de Washington | Jr.         | 14 | 81     | 1 150   | 14,2    | 17      | 8       | 102    | 12,8                 | 1                    |                      |                      |
| Totaux NCAA | Totaux NCAA           | Totaux NCAA | 40 | 114    | 1 719   | 15,2    | 22      | 20      | 195    | 09,8                 | 2                    |                      |                      |

| Année              | Équipe                | MJ |     | Passes réceptionnées | Passes réceptionnées | Passes réceptionnées | Passes réceptionnées |       | Courses | Courses | Courses | Courses |  | Fumbles | Fumbles |
| Année              | Équipe                | MJ | Nb. | Yards                | Moy.                 | TD                   | Nb.                  | Yards | Moy.    | TD      | Nb.     | Perdus  |  |         |         |
| 2017               | Bengals de Cincinnati | 03 | -   | -                    | -                    | -                    | 1                    | 12    | 12,0    | 0       | 1       | 1       |  |         |         |
| 2018               | Bengals de Cincinnati | 13 | 21  | 210                  | 10,0                 | 07                   | 4                    | 09    | 02,3    | 0       | 0       | 0       |  |         |         |
| 2019               | Bengals de Cincinnati | 08 | 28  | 506                  | 18,1                 | 03                   | 3                    | 04    | 01,3    | 0       | 1       | 1       |  |         |         |
| 2020               | Bengals de Cincinnati | 03 | 02  | 017                  | 08,5                 | 0                    | 0                    | 0     | 00,0    | 0       | 0       | 0       |  |         |         |
| 2021               | Giants de New York    | 10 | 11  | 224                  | 20,4                 | 01                   | 1                    | 16    | 16,0    | 0       | 1       | 1       |  |         |         |
| Totaux NCAA        | Totaux NCAA           | 27 | 51  | 733                  | 14,4                 | 10                   | 8                    | 25    | 03,1    | 0       | 2       | 2       |  |         |         |
| Totaux en carrière | Totaux en carrière    | 37 | 62  | 957                  | 15,4                 | 11                   | 9                    | 41    | 04,6    | 0       | 3       | 3       |  |         |         |

## Palmarès
- Sélectionné dans l'équipe type All-America : 2016 ;
- Sélectionné dans l'équipe type de la Pacific-12 Conference : 2016[37] ;
- Joueur de la saison en Pacific-12 Conference par l'Associated Press : 2016[38].